# Palazzo della Borsa (Napoli)
Il Palazzo della Borsa è un palazzo monumentale di Napoli, ubicato nel quartiere Porto.

## Storia
Eretto per ospitare gli uffici della Borsa di Napoli e della Camera di commercio, il palazzo fu costruito nel 1895 e inaugurato nel 1899 su progetto di Alfonso Guerra, realizzato con fondi donati nel 1861 dal generale Enrico Cialdini, all'epoca luogotenente di Vittorio Emanuele II nella Napoli appena annessa. All'epoca l'edifizio era prospiciente la Fontana del Nettuno, ora allocata in Piazza Municipio, mentre durante il Fascismo furono aggiunti i due obelischi ai lati dell'edifizio.
Al lato destro dell'ingresso c'è una lapide che ricorda l'uccisione di quattro marinai e finanzieri ad opera dei soldati tedeschi (12 settembre 1943).

## Architettura e scultura

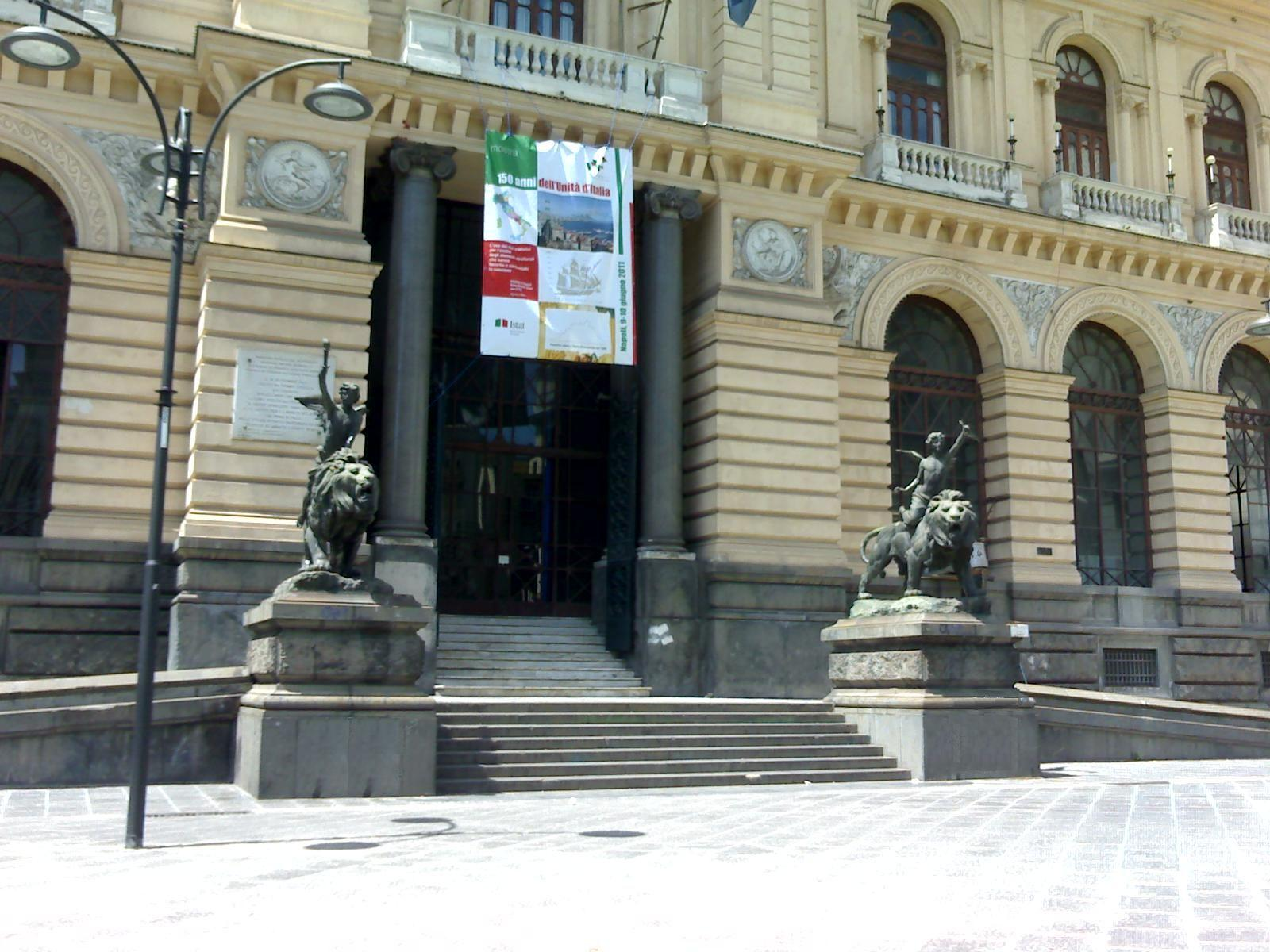
Ingresso del palazzo

L'edifizio si presenta di gusto neorinascimentale a tre piani, dotato di due ordini di lesene ma la magnificenza dei setti murari lo rendono alla vista come un palazzo diverso, alleggerito solo dalla presenza delle semicolonne che spaccano il senso dell'imponenza. L'ingresso di rappresentanza dell'edificio è adornato da due colonne ioniche con funzione di sostegno del poggiolo superiore, al quale si accede da una scalinata, con ai lati due gruppi scultorei in bronzo, opera di Luigi De Luca che rappresentano nelle intenzioni dell'autore Il genio che domina la forza. Al pian terreno le soluzioni in ferro e vetro conferiscono l'illuminazione agli ambienti interni, fino a giungere all'ultimo piano dotato di infissi minori, intervallati da cariatidi con al centro un grande fregio contenuto nella lunetta raffigurante Hermes e Dioniso.
Nei pressi dell'ingresso laterale si accede chiesa di Sant'Aspreno, piccolo tempio paleocristiano inglobato all'epoca della costruzione del nuovo stabile. L'edificio oggi ospita la sede centrale della camera di commercio, ma al suo interno vi sono anche le sedi di due note banche.

## Galleria d'immagini

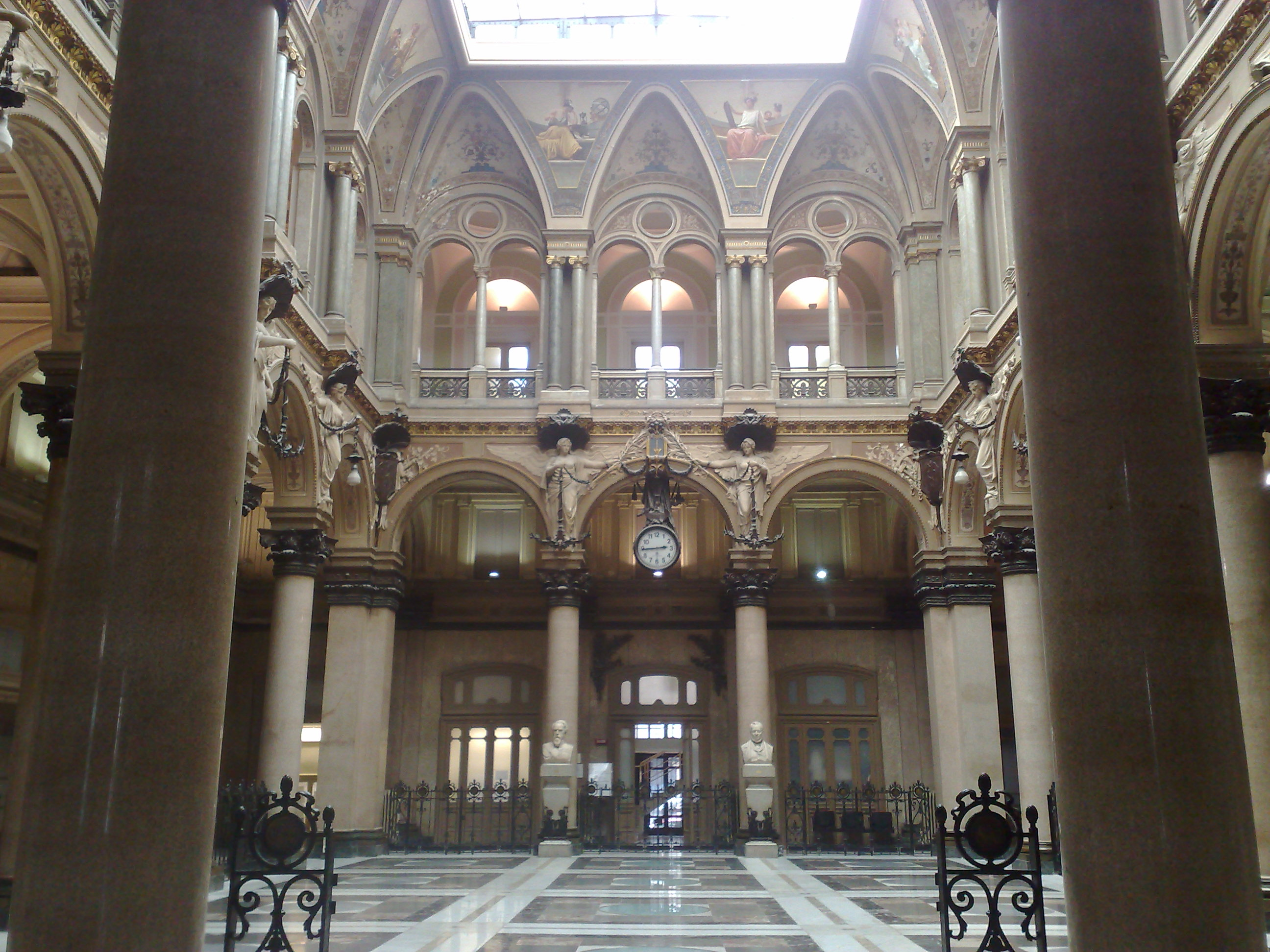
La sala delle Grida vista dal basso
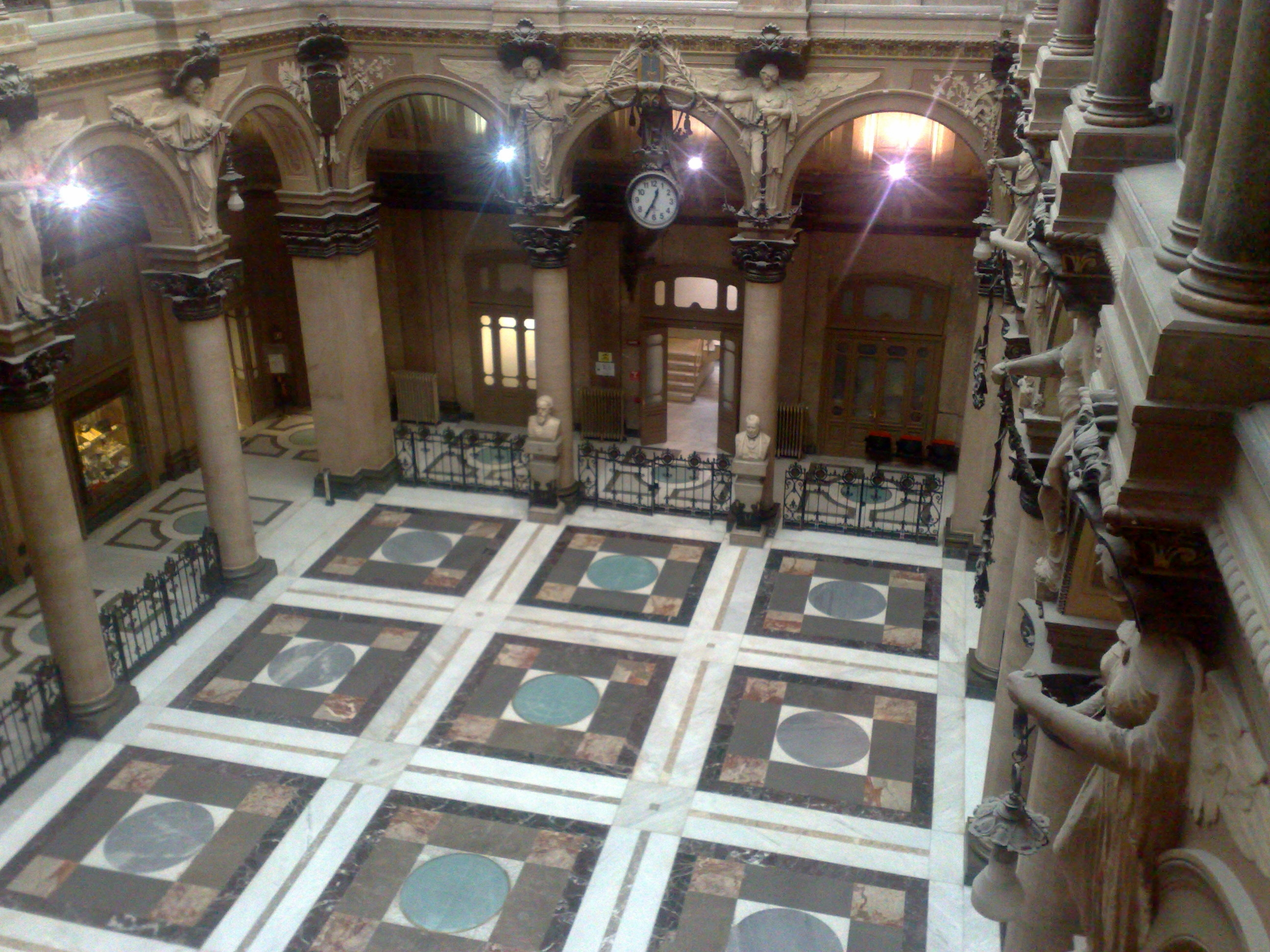
La sala delle Grida vista dall'alto
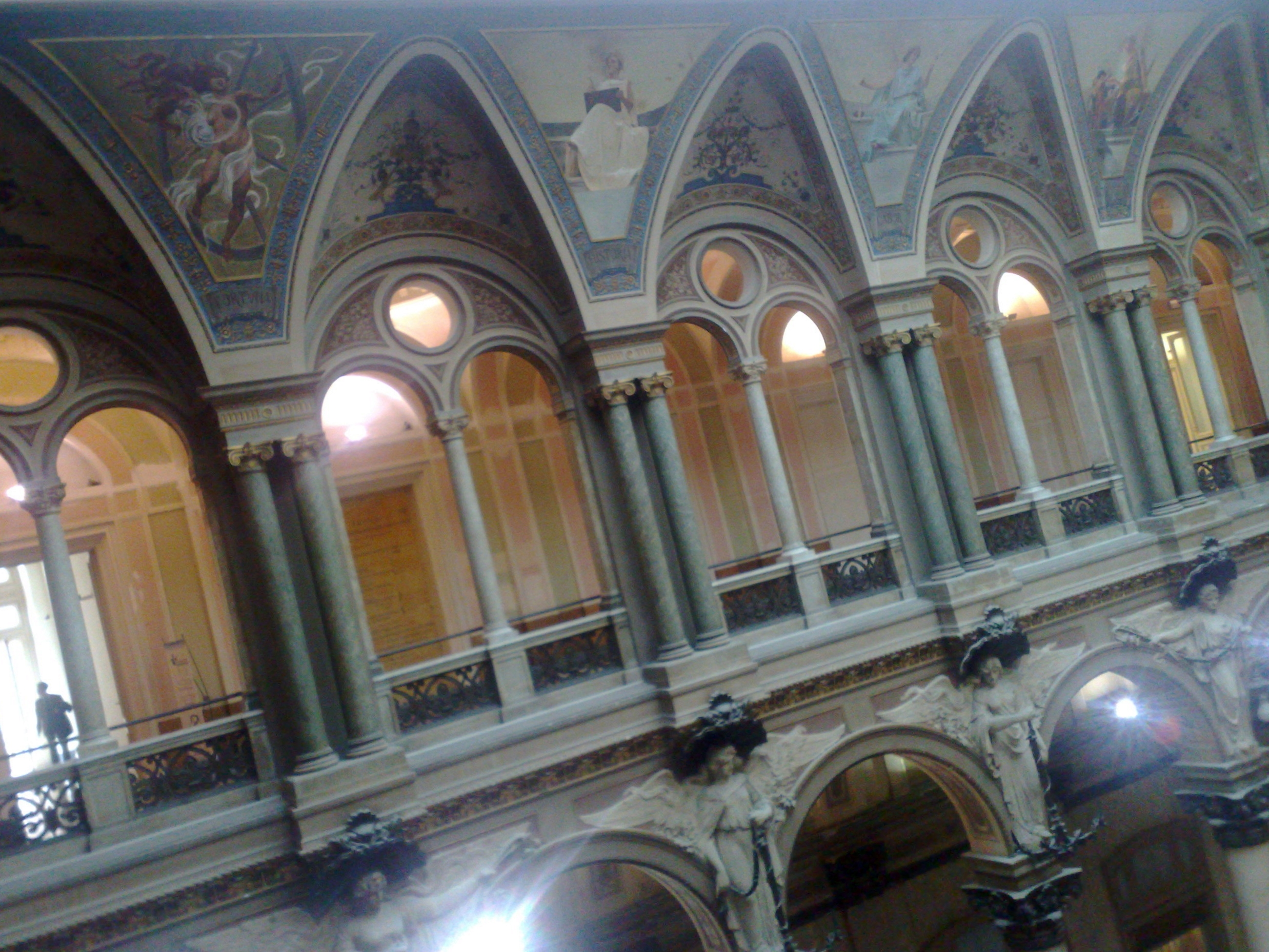
Particolare delle finestre del secondo piano
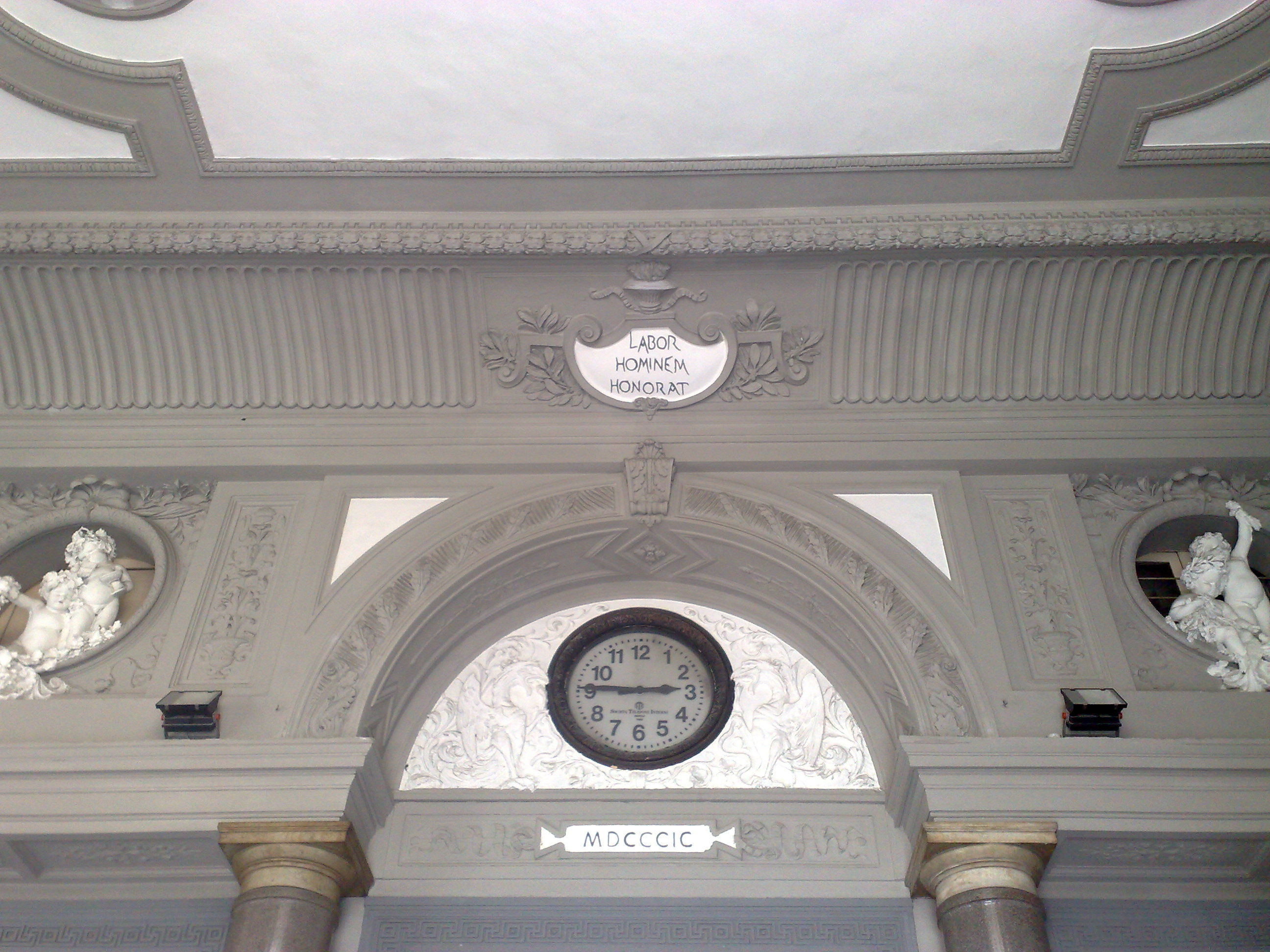
Particolare di elementi decorativi con un'incisione Labor Hominem Honorat